# Hans Westerhof
Johannes Antonius Wilhemus „Hans” Westerhof (ur. 24 listopada 1948 w Terborgu) – holenderski piłkarz i trener piłkarski.
Westerhof podczas swojej krótkiej kariery piłkarskiej występował w drugoligowych drużynach BV Veendam i SC Cambuur, z którymi nie odniósł sukcesów w Eerste divisie. W wieku 33 lat zajął się pracą w roli trenera, początkowo obejmując funkcję szkoleniowca ONS Sneek, a następnie ACV Assen, z którym zdobył mistrzostwo Holandii na szczeblu amatorskim. W 1988 roku podjął pierwszą pracę w Eredivisie, podpisując umowę z FC Groningen, z którym w sezonie 1988/1989 dotarł do finału Pucharu Holandii, przegrywając w nim jednak z PSV Eindhoven. Podczas rozgrywek 1990/1991 zajął z nim trzecie miejsce w lidze – najwyższe w historii występów klubu w najwyższej klasie rozgrywkowej. Podczas czteroletniego pobytu w Groningen brał również udział w turniejach międzynarodowych, takich jak Puchar Zdobywców Pucharów i Puchar UEFA.
W 1992 roku osiągnięcia Westerhofa w Groningen zaowocowały posadą w bardziej utytułowanym klubie, PSV Eindhoven, z którym w sezonie 1992/1993 wywalczył Superpuchar Holandii, tytuł wicemistrza kraju i wziął udział w Lidze Mistrzów, gdzie jednak zajął ze swoją drużyną ostatnie miejsce w grupie. Wraz z końcem rozgrywek 1992/1993 został zastąpiony na stanowisku szkoleniowca PSV przez Aada de Mosa, lecz ostatecznie pozostał w klubie, zostając koordynatorem grup młodzieżowych. W 1994 roku powrócił do FC Groningen, lecz podczas kolejnych trzech sezonów spędzonych w tej drużynie nie odnotował znaczącego sukcesu. Przez kilka miesięcy pracował również w Królewskim Holenderskim Związku Piłki Nożnej, gdzie został zatrudniony jako selekcjoner reprezentacji Holandii U-21. W 1997 roku rozpoczął pracę w akademii juniorskiej stołecznego Ajaksu Amsterdam, natomiast w marcu 2000 objął funkcję tymczasowego trenera pierwszej drużyny, prowadząc ją do końca sezonu 1999/2000.
W 2000 roku Westerhof podpisał umowę z Willem II Tilburg, którego szkoleniowcem pozostawał przez kolejne dwa sezony. We wrześniu 2003 wyjechał do Meksyku, gdzie początkowo miał nadzorować rozwój akademii juniorskiej drużyny Chivas de Guadalajara, jednak ostatecznie został zatrudniony przez właściciela klubu, biznesmena Jorge Vergarę, na stanowisku pierwszego trenera zespołu. W wiosennym sezonie Clausura 2004 zdobył z Chivas tytuł wicemistrza Meksyku, przegrywając w dwumeczu finałowym ligowej fazy play-off z Pumas UNAM po rzutach karnych. Bezpośrednio po tym sukcesie odszedł z klubu, a w czerwcu 2005 został szkoleniowcem amerykańskiej drużyny Chivas USA z siedzibą w Carson, której właścicielem również był Jorge Vergara. Prowadził ją do końca jej debiutanckiego sezonu w Major League Soccer, gdzie zajęła ostatnie, szóste miejsce w tabeli konferencji zachodniej. W listopadzie 2005 opuścił ekipę.
Na początku 2006 roku Westerhof powrócił na stanowisko szkoleniowca Chivas de Guadalajara, którego trenerem tym razem pozostawał przez pierwsze dziesięć kolejek sezonu, po czym został zastąpiony przez swojego dotychczasowego asystenta, José Manuela de la Torre. Jesienią 2007 prowadził inną meksykańską drużynę, Club Necaxa z siedzibą w mieście Aguascalientes, lecz również nie odniósł z nią żadnego sukcesu. W czerwcu 2008 powrócił do Holandii, podpisując kontrakt z SBV Vitesse, gdzie pracował przez następne kilka miesięcy i został zwolniony w grudniu tego samego roku wskutek słabej postawy drużyny w pierwszej połowie sezonu 2008/2009. W późniejszym czasie ponownie wyjechał do Meksyku, gdzie w latach 2011–2014 był głównym dyrektorem akademii juniorskiej klubu CF Pachuca, zaś od czerwca 2014 pełni tę samą funkcję w ekipie Club Atlas z Guadalajary.